# فردریک سندیس
فردریک سندیس (به انگلیسی: Frederick Sandys). یکی از نقاشان و طراحان برجسته‌ی انگلیسی در سده ۱۹ میلادی بود. او به ویژه به خاطر آثار خود در سبک پیشارافائلی شناخته می‌شود. او برای پرتره‌های دقیق و نقاشی‌های موضوعی خود شهرت یافت. 
آثار سندیس معمولاً با جزئیات دقیق، رنگ‌های غنی و استفاده از نمادگرایی برجسته شناخته می‌شوند. فردریک سندیس در آثار خود اغلب موضوعات اسطوره‌ای و تاریخی را به تصویر می‌کشید، از جمله برجسته‌ترین آثار وی می‌توان به تابلوی مدئا (۱۸۶۸)، ویوین (۱۸۶۳) و مورگان لو فی (۱۸۶۴) اشاره کرد.

## نگارخانه

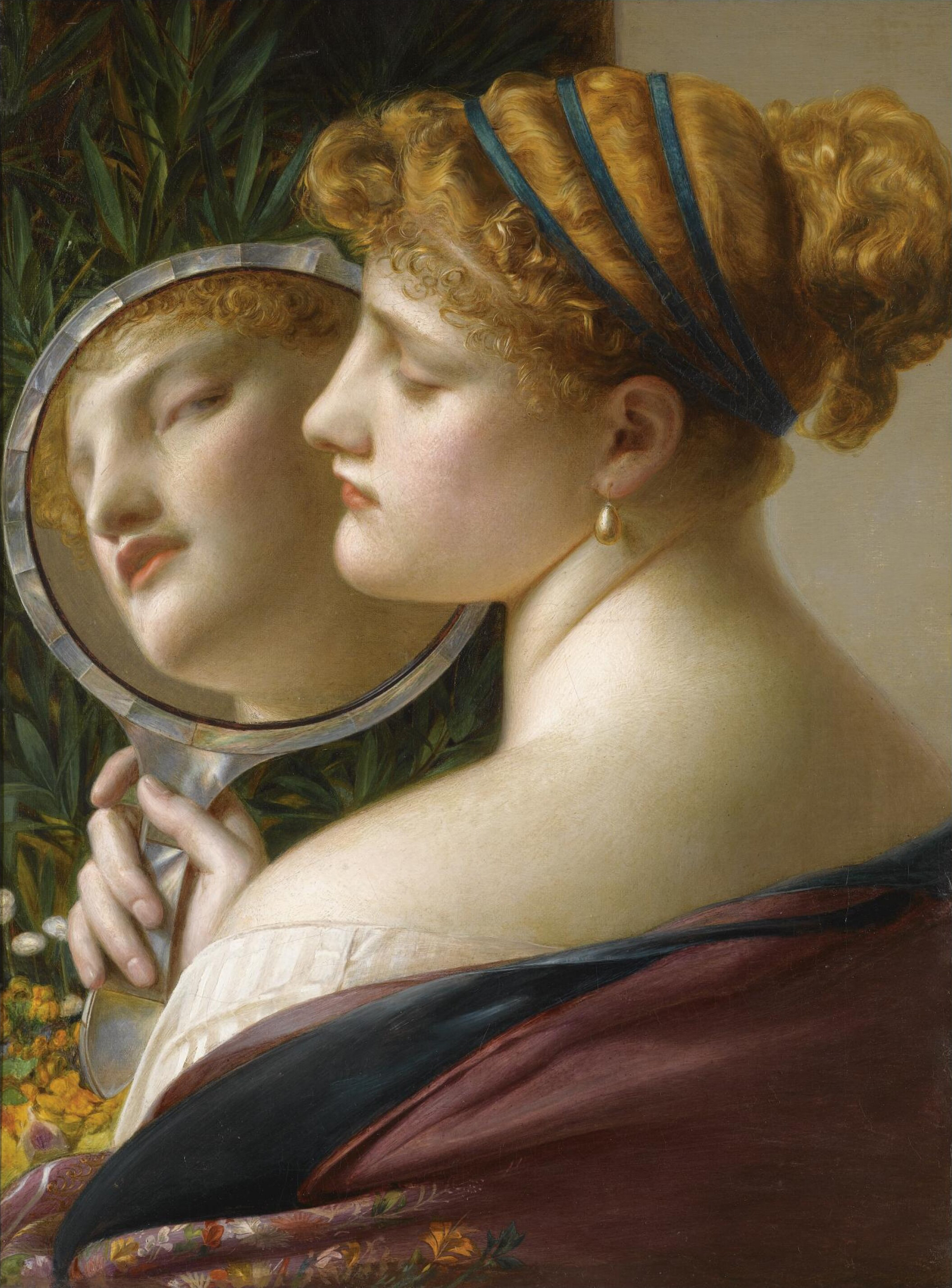
گوشوارهٔ مروارید ۱۸۶۵ م. مجموعه خصوصی
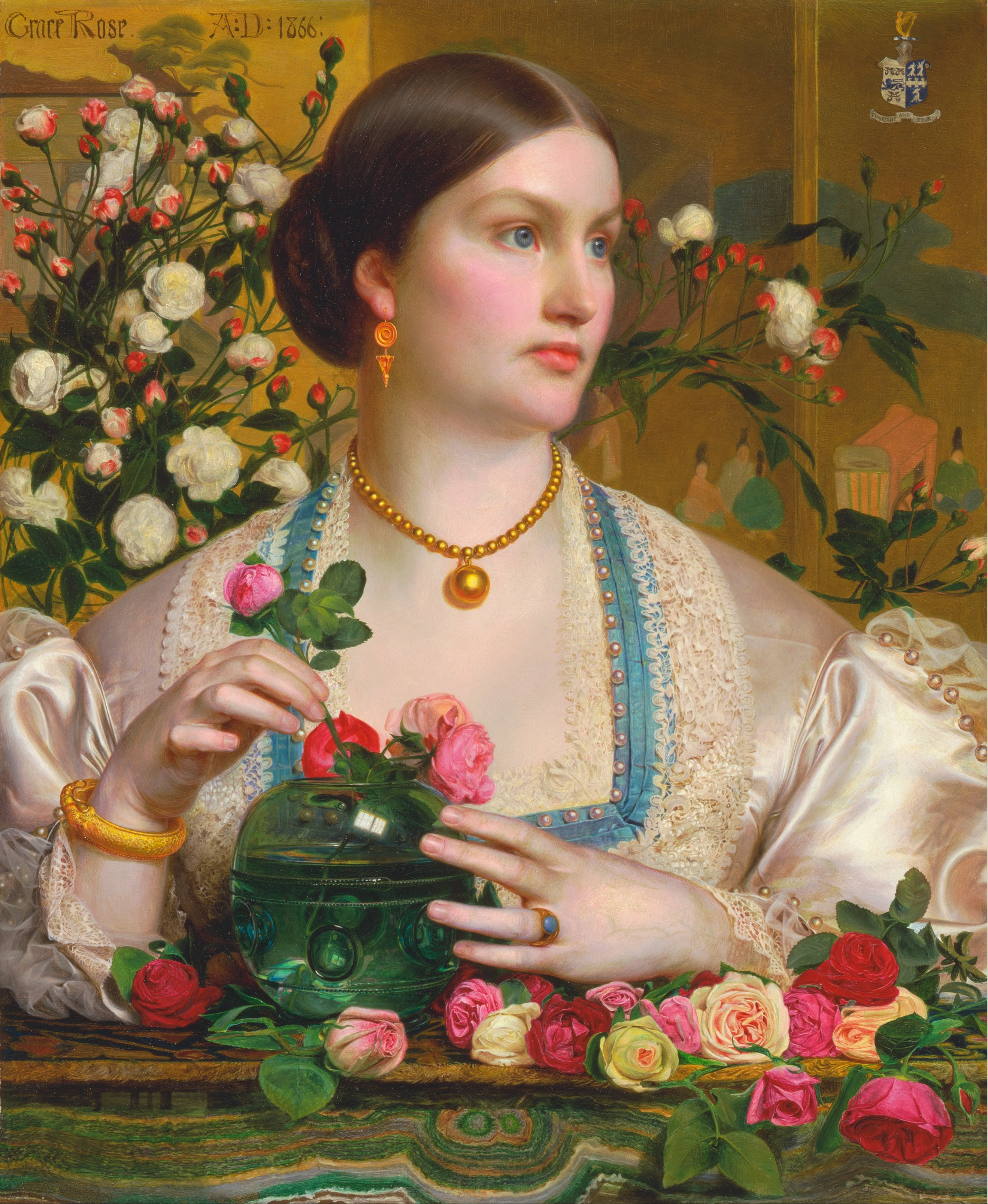
گریس رُز ۱۸۶۶ م. مرکز هنر بریتانیا در ییل
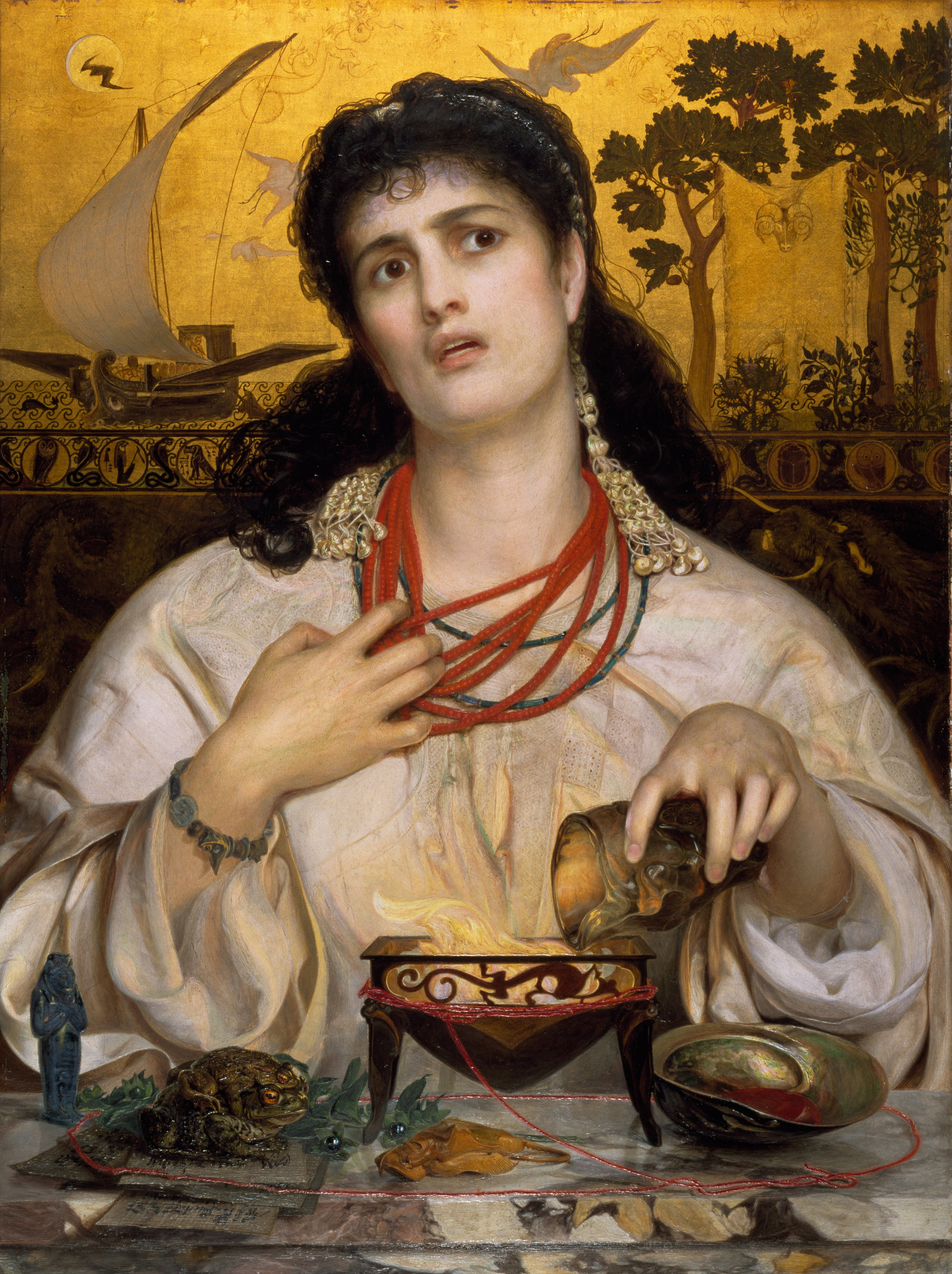
مِدِئا
۱۸۶۸ م.
موزه هنر بیرمنگهام